# Vätlingsmyr

Vätlingsmyr är en myr i Stenkyrka socken på Gotland.
Myren som är en av Gotlands få högmossar och omfattade 56 hektar har reducerats efter utdikning.
Vätlingsmyr isolerades från Baltiska issjön för omkring 10.500 år som en sjö, men började växa igen under äldre bronsålder och ombildades till en högmosse vid mitten av bronsåldern till en högmosse. 1892 beslutade man sig för att dika ut myren för att vinna jordbruksmark och mer högavkastande skog. 1893 startade dikningsarbetet som visade sig mer omfattande än först förutsetts. Under 1920-talet utnyttjades mossen för torvtäkt.
De kärrmarker som tidigare omgav myren är idag betesmarker. I utkanten av myren har björk och tall börjat vandra in och kupolen har delvis satt sig och är till stora delar beväxt med ljung. Vissa ovanligare arter som rosling, vars enda gotländska växtplats finns här finns ännu kvar, medan andra arter som tuvsäv, vitag och ullsäv numera försvunnit från myren.